# Melochia oaxacana
Melochia oaxacana är en malvaväxtart som beskrevs av L.J. Dorr och L.C. Barnett. Melochia oaxacana ingår i släktet Melochia och familjen malvaväxter. Inga underarter finns listade i Catalogue of Life.